# 玫瑰裸腹杜父魚
玫瑰裸腹杜父魚為輻鰭魚綱鮋形目杜父魚亞目杜父魚科的其中一種，為溫帶海水魚，分布於東太平洋阿拉斯加至美國加州中部海域，體長可達15公分，棲息在潮間帶、潮池海域，生活習性不明。